# Bab El Assa
Bab El Assa là một đô thị thuộc tỉnh Tlemcen, Algérie. Dân số thời điểm năm 2002 là 8.989 người.